# Michel Decoust
Michel Decoust (* 19. November 1936 in Paris) ist ein französischer Komponist, Dirigent und Musikpädagoge.

## Leben
Decoust begann eine Ausbildung als Pianist, die er im Alter von fünfzehn Jahren unterbrach, um sich der Architektur zuzuwenden. Erst 1956 kehrte er zur Musik zurück und studierte am Conservatoire de Paris bei Yvonne Desportes (Solfège und Kontrapunkt), Louis Fourestier (Orchesterleitung), Georges Dandelot (Harmonielehre), Olivier Messiaen (Musikanalyse), Darius Milhaud und Jean Rivier (Komposition).
1963 gewann er den Grand Prix de Rome. 1964–65 besuchte er in Köln Kurse für neue Musik bei Karlheinz Stockhausen und Henri Pousseur und in Bâle für Orchesterleitung bei Pierre Boulez. 1967 komponierte Decoust das experimentelle Stück Polymorphie für großes Orchester, dessen Uraufführung durch das Orchestre National de France in der Kathedrale von Royan zu einem Kunstskandal führte.
Um 1970 gehörte er zu den Gründern des Orchestre des Pays de la Loire, 1972 gründete er mit Irène Jarsky und Martine Joste das Conservatoire de Pantin, dessen Direktor er bis 1976 war. 1975 berief ihn Boulez zum Leiter der pädagogischen Abteilung des IRCAM, von 1979 bis 1991 war er Generalinspektor für den Musikunterricht beim französischen Kultusministerium. Nachdem er bis 1994 als Generalinspektor für den Musik-, Tanz- und Schauspielunterricht von Montpellier gewirkt hatte, kehrte er bis 2001 an das Kultusministerium zurück.
Decoust wurde u. a. als Ritter des Ordre des Arts et des Lettres (1980) und der Ehrenlegion (1987) sowie als Offizier des Ordre national du Mérite (1991) ausgezeichnet. 1989 erhielt er den Kompositionspreis der SACEM.

## Werke
- La Grand Yacht Despair für Orchester und zwei Stimmen nach Texten von Loys Masson, 1962
- Les Hommes sur la Terre für Tenor, Bariton und Orchester nach Robert Desnos, 1963
- Horizon Remarquable für Sopran und Orchester nach René Char, 1964
- Les Roix Mages für Stimme und Orchester nach André Frénaud, 1964
- Mobile für Schlagzeug, 1965
- Distorsion für drei Flöten, 1965
- Interaction für drei Streicher, 1967
- Polymorphie für Orchester, 1967
- Etat für Chor, 1968
- Solstice, Musikinstallation, 1968
- Sun für Viola und zwölf Streicher, 1971
- C.H.9.A.M.J für Instrumentalensemble, 1971
- Aentre für Horn, Trompete, Posaune und Tonband, 1971
- L'Enterreur, 1971
- M.U.R. für Chor, 1971
- T'Ai, 1972
- Actions für zwei Instrumentalisten, 1972
- Et/Ou für einen bis 44 Pianisten, 1972
- 8.393.574.281 für Instrumentalensemble, 1972
- Si et Si seulement für Orchester, 1972
- Ion für Sopran und Tonband, 1973
- Et Ee ou E Ee für gemischten Chor und Orchester, 1973
- Inference für Orchester, 1974
- Iambe für 14 Instrumente, 1976
- L'Appellation des Lectrices aux Champs für Sopran und Orchester, 1977
- Interphone für Magnettonband nach Claude Minière, 1977
- Spectre für Blasorchester, 1978
- Pour 70 Dougts für 7 Instrumentalisten, 1980
- Releve d'Esquisse, sieben Stücke für Sopran und vier Instrumentalisten nach Claude Minière und Joë Bousquet, 1964–82
- Onde für Bläserquintett, 1982
- T.H.T. für Orchester, 1982
- Le Cygne für Sopran- oder Altflöte, 1982
- Traits für Sopran und fünf Instrumentalisten nach Paul Éluard, 1982
- Olos für Saxophon und Elektronik, 1983
- Sinfonietta für 10 Instrumentalisten, 1983
- Folio 4 für Perkussionsquartett, 1984
- Xelis für Soloperkussion, 1984
- Les Galeries de Pierres für Viola, 1984
- Cafe-Theatre elf Chansons für Sopran und Klavier nach Philippe Soupault, 1984
- Aubes Incendiees für Sprecher und zwölf Instrumentalisten nach Philippe Bonzon, 1985
- Quais, Szene für Sopran und Harfe, 1985
- 7 1/4 für Klavier, 1985
- Cantilene für Oboe solo, 1985
- Eole für Flötenquartett, 1985
- Sonnet für 12 Instrumentalisten, 1985
- Les Fruits de la Passion für 10 Instrumentalisten, 1986
- Ombres portées für 8 Instrumentalisten, 1986
- Ouverture für 5 Instrumentalisten, 1986
- De la Gravitation suspendue des Memoires für Orchester, 1986
- Lierre für Streichorchester, 1986
- Figures II für Fagott und Kontrabass, 1986
- Symetrie für Blasorchester, 1986
- 5 Melodies für Sopran und Klavier nach Blaise Cendrars, 1986
- 7 Chansons Erotiques für Sopran und Klavier nach Michel Butor, Abbé d'Attaignant, Clarisse Nicoïdski, Louise Labé, Pierre Louis, Maurice Rollinat, Paul Verlaine, 1986
- Marbres für Magnettonband, 1986
- Je qui d'Autre für Sopran, Tenor, Bass und vierzehn Instrumentalisten nach Philippe Bonzon, 1987
- Hommage a Maurice Ravel für Orchester, 1987
- 1+1 = 4 für Klavier und Perkussion, 1988
- Le Temps d'Ecrire für Klavier, 1988
- Synopsis für Orchester, 1989
- Dodici Voci für gemischten Chor, 1989
- Duo pour Trois für Mezzosopran, Flöte und Klavier nach Jean Tardieu, 1989
- Ryôjin' Hishô für Sopran und Klavier, 1989
- Concerto für Violine und Orchester, 1990
- Onyx für Orchester, 1990
- Travalling Ariane für Flöte und Harfe, 1990
- Melodies en Trio für Bass, Bassklarinette und Klavier, 1991
- Lignes für Klarinette und Streichquartett, 1992
- L'Oree des Ajours für Stimme, Klarinette und Schlagzeug nach Philippe Bonzon, 1994
- L'Accent Grave et l'Accent Aigu für Stimme, Klavier und Violine nach Jean Tardieu, 1994
- Octuor n°1 für 8 Celli, 1996
- Cent Phrases pour Eventail für sechs Stimmen und Orchester nach einem Gedicht von Paul Claudel, 1996
- A Jamais d'Ombre für Streichquartett und Sänger nach Gedichten von Philippe Bozon, 1997
- Les mains deliees für Sprecher, Sopran, gemischten Chor und Orchester, 1998
- Tes Yeux de larmes Bleus für Instrumentalisten und Sänger, 1998
- Cabaret "X"" für Stimme und Klavier nach Charles Collet, Jean Tardieu und Jean-Marie Striker, 1998
- Les pas du Temps für Instrumentalquintett, 2000